# Madeleine au Bois d'Amour
Madeleine au Bois d'Amour est un tableau réalisé par le peintre français Émile Bernard en 1888 à Pont-Aven, dans le Finistère. Cette huile sur toile représente la sœur de l'artiste Madeleine Bernard allongée dans un bois breton où coule l'Aven, le rendu du paysage étant discontinu de part et d'autre de la jeune femme en robe bleue, qui semble rêvasser. L'œuvre est conservée au musée d'Orsay, à Paris, depuis son acquisition en 1977.